# HS (tremplin)

Schéma d'un tremplin

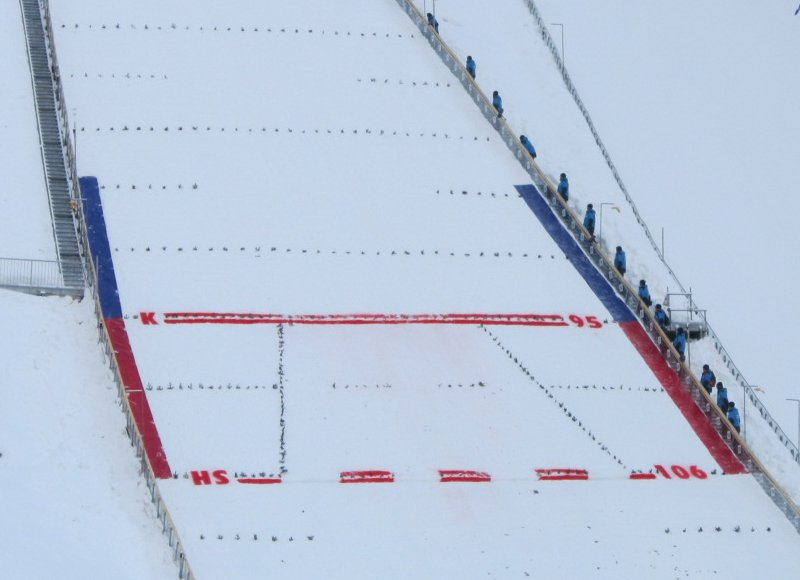
Le « HS », ici à 106 mètres matérialisé par la ligne rouge discontinue, est au bas des bandes latérales rouges.

La taille d'un tremplin de saut à ski, couramment désigné par HS pour hill size est la distance qui sépare le point d'envol (le bord de la « table ») de la fin de la zone d’atterrissage; il est défini comme le point de tangence entre le profil du tremplin et une ligne de 32 degrés de pente.
C'est cette taille exprimée en mètres qui détermine la classification officielle des tremplins par la Fédération internationale de ski. Avant 2004, la taille des tremplins était déterminée par la distance entre le point d'envol et le point K ; on retrouve encore couramment des caractéristiques de tremplins telle que « Tremplin K90 », alors que la définition officielle serait « HS 98 ».
Le « HS » d'un tremplin correspond aux plus longs sauts pouvant être effectués en sécurité ; le record de chaque tremplin est toutefois bien souvent au-delà de ce point.